# 青森市立浦町中学校
青森市立浦町中学校（あおもりしりつ うらまちちゅうがっこう、英文: Uramachi Jr. High School）は、青森県青森市中心市街地東部を主な学区とする公立中学校。

## 概要
- 学校のシンボルには勝利の女神であるサモトラケのニケを用いている。ニケ神像は校章のデザインにも用いられている。
- 2023年（令和5年）4月14日時点の全校生徒数は451名｡

## 沿革
- 1960年（昭和35年）
  - 4月1日 - 創立。
  - 4月6日 - 第一中学校と野脇中学校のそれぞれ一部学区を分離し、開校。ただし、校舎は完成しておらず、青森市立北斗高校（大字浦町字野脇341番地）を借用。
  - 12月15日 - 校歌制定。
- 1961年（昭和36年）
  - 4月6日 - 入学式を堤小学校で、始業式を松原中学校講堂で、それぞれ行った。
  - 10月20日 - 校舎第一期A棟校舎（北側校舎）竣工。
  - 10月25日 - 新校舎へ移転。
  - 11月15日 - 校舎第二期B棟校舎（南側校舎）竣工。
  - 11月28日 - 校舎落成記念並びに校旗樹立式挙行。
  - 12月10日 - 校章制定。
- 1963年（昭和38年）8月24日 - 講堂兼体育館竣工。
- 1964年（昭和39年）4月1日 - 特殊学級開設。
- 1965年（昭和40年）7月20日 - 水泳プール竣工。
- 1970年（昭和45年）4月1日 - 学区変更（税務署通りから堤川までとなる）。
- 1974年（昭和49年）4月1日 - 難聴学級開設。
- 1981年（昭和56年）4月1日 - 情緒障害学級開設。
- 1983年（昭和58年）6月4日 - 体育館西側屋外運動場造成。
- 1988年（昭和63年）4月1日 - 学区変更（奥野地区の一部編入）。
- 1990年（平成2年）4月2日 - 談話室と視聴覚準備室を普通教室に改造。
- 1991年（平成3年）9月28日 - 台風19号により、臨時休校の措置を採る。また、校舎の被害が大きかったため、12月まで復旧工事を行った。
- 1992年（平成4年）11月20日 - コンピュータ室設置。
- 1996年（平成8年）
  - 日付不明 - 現校舎設立。
  - 8月27日 - 新校舎入校式。
- 2010年（平成22年）10月23日 - 創立50周年祝賀会開催[1]。

## 生徒数
2023年（令和5年）4月14日現在
| 学年 | 1年 | 2年 | 3年 | 特別支援 | 合計 |
| ---- | --- | --- | --- | -------- | ---- |
| 学級 | 5   | 5   | 4   | 3        | 17   |
| 生徒 | 155 | 140 | 139 | 17       | 451  |

## 学区
本町4、5丁目・青柳1、2丁目・堤町1、2丁目・橋本1～3丁目・勝田1、2丁目・松原1～3丁目・奥野1～3丁目の全域と4丁目の一部。

### 学区内情報
- 学区内は青森市中心市街地の東を占める（西は青森市立南中学校の学区）。青森みちのく銀行の本店が所在する。寺山修司の青森市時代の居住地も学区内である。
- 学区の主に南は棟方志功記念館があり、平和公園（旧浦町駅）の広大な緑地の敷地が広がる。他にリンクステーションホール青森、青森市民病院などがある。
- 通学路は冬期間、車道を歩かなければならないほど非常に狭くなる。

## 周辺
- 勝田公園
- 阿含宗青森道場

## アクセス
- 青森市営バス
  - 小柳線（桜川・南佃経由）「自動車会議所前」バス停下車後、徒歩約345m・約5分。
  - 横内環状線・流通団地線等の「松原三丁目」バス停下車後、徒歩約365m・約6分。
- 青い森鉄道線筒井駅から、徒歩約1.8km・約30分。

## 著名卒業生
- ナンシー関

## 進学前小学校
- 堤小学校
- 浦町小学校
- 橋本小学校
- 莨町小学校
- 筒井小学校

## 参考資料
- 『新青森市史 別編教育(別巻) 年表・学校沿革』（青森市・2000年3月発行）「学校沿革 （二）中学校」244頁～245頁「浦町中学校 変遷」